# أوين والش
أوين والش (بالإنجليزية: Owen Walsh)‏ هو رسام أيرلندي، ولد في 1933، وتوفي في 2002.